# Karłomyszy
Karłomyszy (Heteromyinae) – podrodzina ssaków z rodziny karłomyszowatych (Heteromyidae).

## Zasięg występowania
Podrodzina obejmuje gatunki występujące w Ameryce.

## Podział systematyczny
Do rodzaju należy jeden występujący współcześnie rodzaj:
- Heteromys Desmarest, 1817 – karłomysz

Opisano również rodzaje wymarłe:
- Diprionomys L. Kellogg, 1910[16]
- Metaliomys Korth & DeBlieux, 2010[17] – jedynym przedstawicielem był Metaliomys sevierensis Korth & DeBlieux, 2010